# پوتالیندا
پوتالیندا (به لاتین: Pottallinda) یک منطقهٔ مسکونی در سری‌لانکا است که در استان مرکزی (سری‌لانکا) واقع شده‌است.